# Косина, Ян

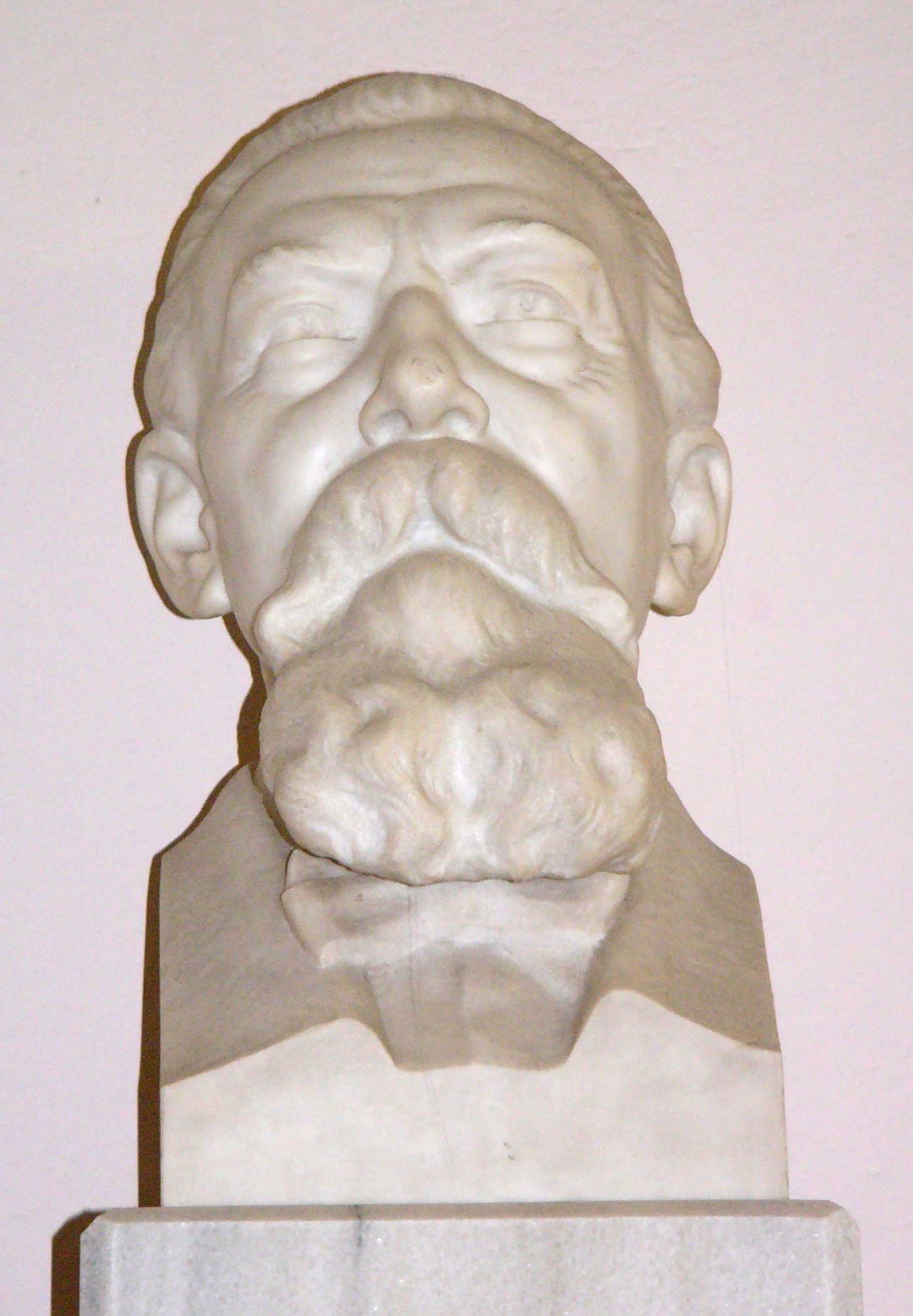
Ян Косина

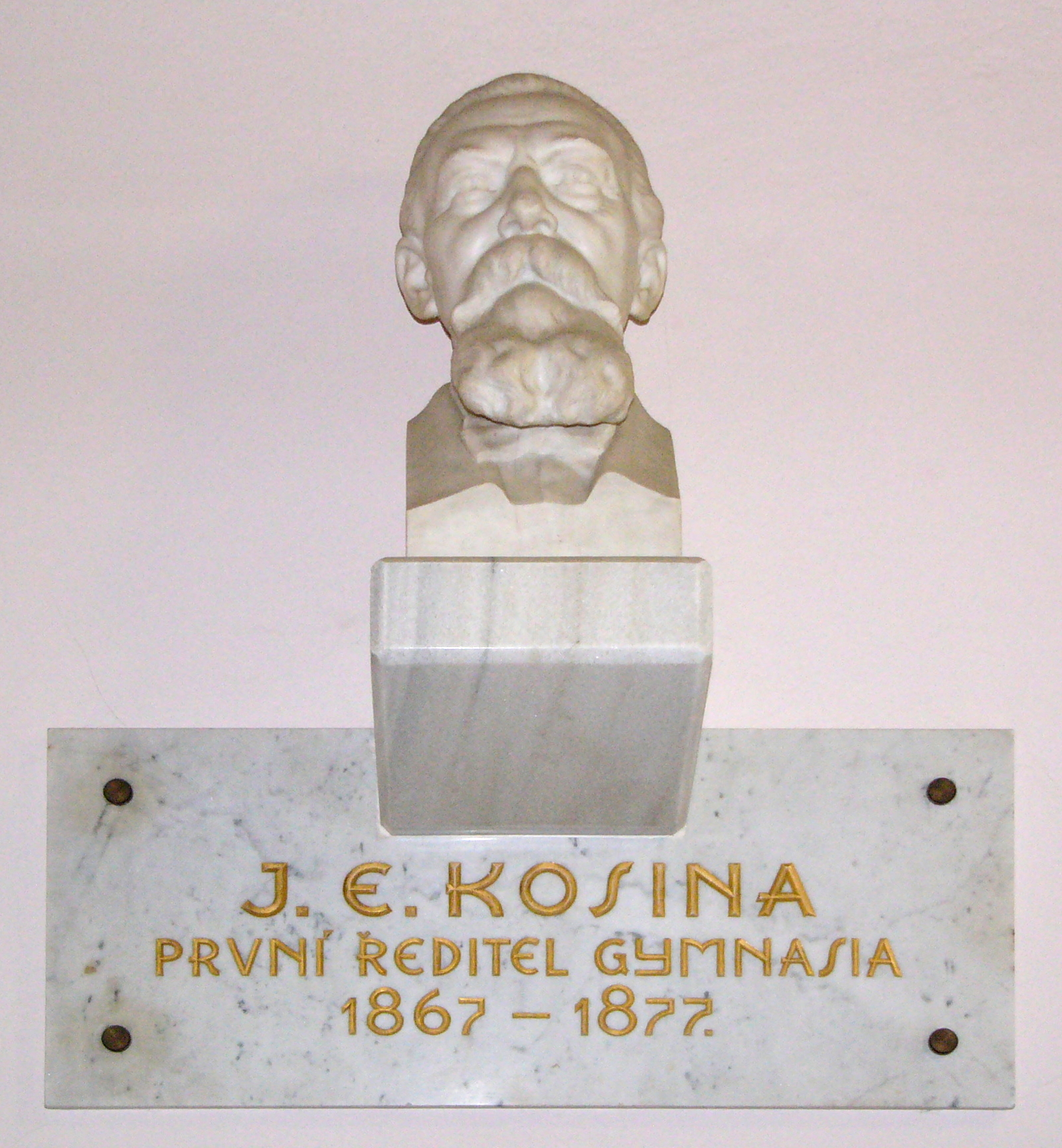
Ян Косина

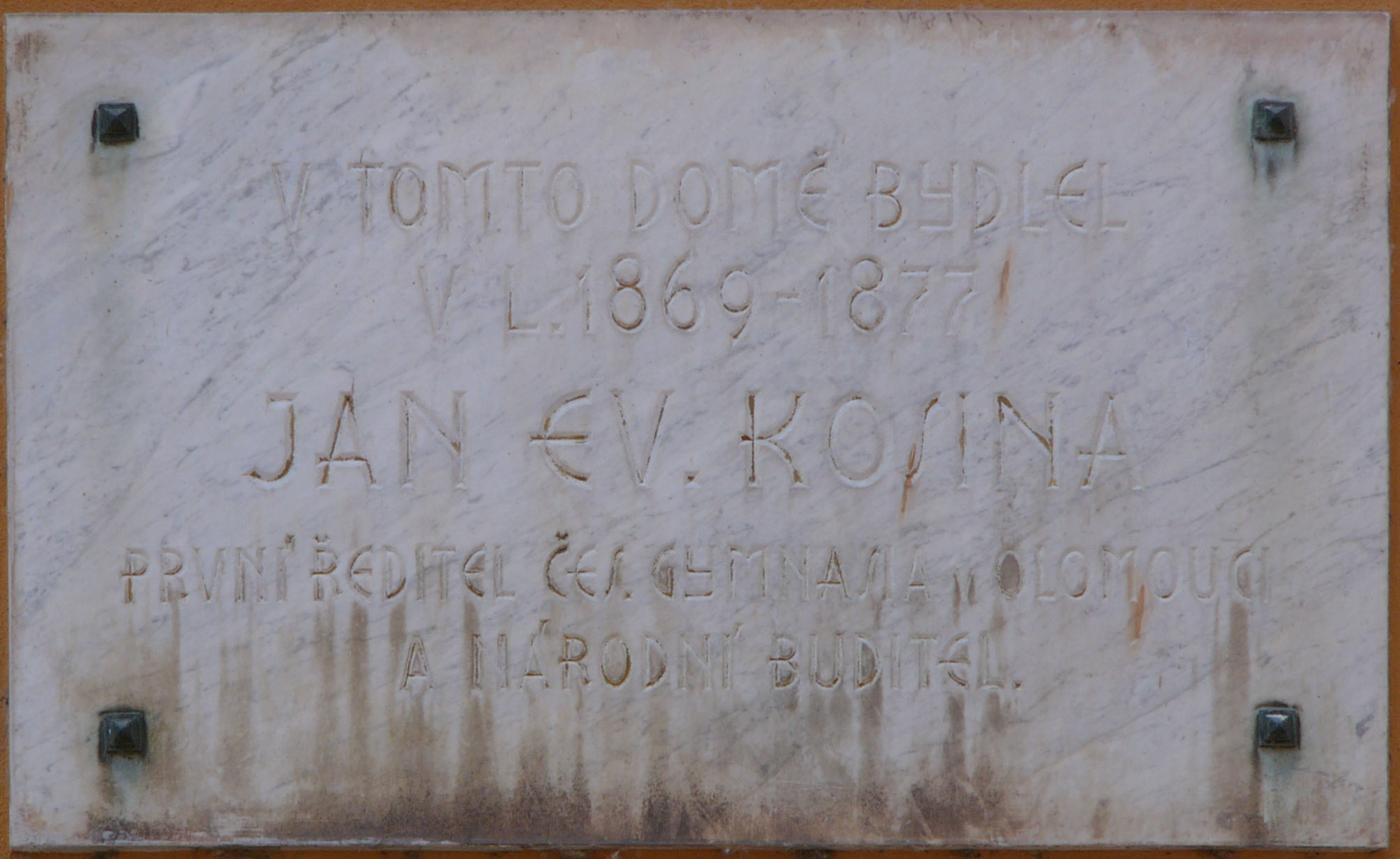
Ян Косина

Ян Косина (Jan Evangelista Kosina; 1827—1899) — чешский писатель
 и педагог.

## Биография
Основал Славянскую гимназию в Ольмюце, был инспектором чешских школ в Праге. Вместе с Фр. Бартошем составил «Malá Slovesnost'» для высших классов средних учебных заведений; написал «Zivot starého Kantora» (1899); его мелкие произведения собраны в «Drobné spisy» (1888).